# Aspo
Aspo Oyj är en finländsk börsnoterad handels-, industri- och rederikoncern med säte i Helsingfors. 
Aspo har sitt sitt ursprung från den kooperativa kolhandeln Bränsle Andelslag, som grundades 1929 av några fastighetsbolag i Helsingfors. År 1955 inköptes kol- och stålgrossisten Oy GHH Ab, ett ursprungligen tyskägt företag, grundat 1923. År 1993 överfördes stålhandeln till Asva Oy. Det nuvarande Aspo uppstod 1999, då elektronikindustriverksamheten avskildes till ett separat bolag, Aspocomp Group Oyj.
Koncernen har fyra huvudsakliga verksamhetsområden; Partihandel med kemikalier och plastråvaror genom dotterbolaget Telko (förvärvat 2008 av Kesko), rederirörelse med torrlastfartyg för transport av bland annat pellet (genom dotterbolaget ESL Shipping Oy, grundat 1949), partihandel med elektronik och industrimaskiner genom dotterbolaget Kaukomarkkinat samt, genom dotterbolaget Leipurin, leverans av maskiner och råvaror till bagerier och livsmedelsindustrin. Omsättningen var 2009 329,4 miljoner euro, antalet anställda omkring 760.